# Ścieżka przyrodnicza Czerwone Bagno

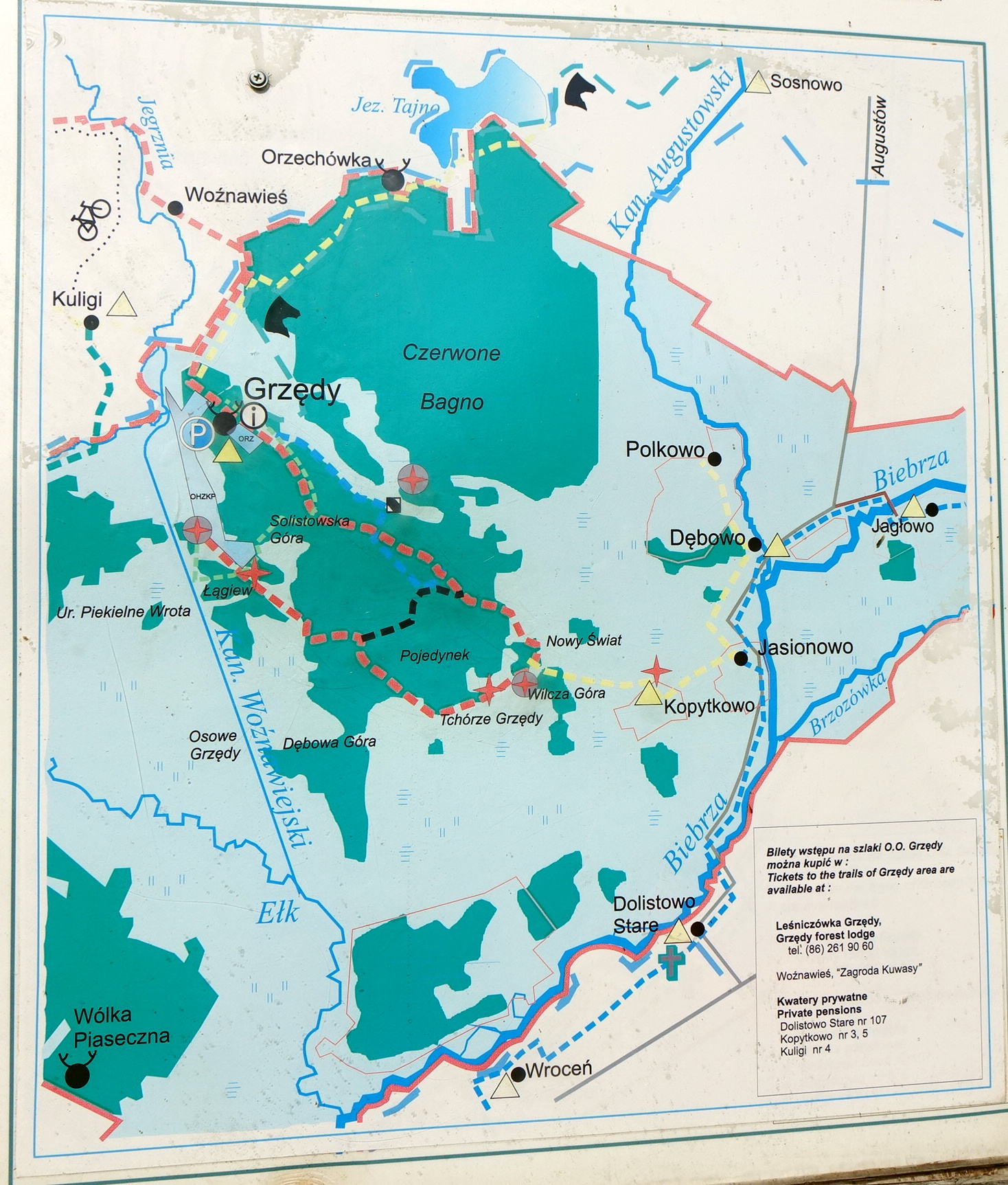

Ścieżka przyrodnicza „Czerwone Bagno” – zielono znakowana ścieżka dydaktyczna prowadząca przez Obszar ochrony ścisłej Czerwone Bagno w Biebrzańskim Parku Narodowym. Znajduje się w Grzędach w województwie podlaskim, w powiecie monieckim, w gminie Goniądz. Długość 1 km, powrót tą samą trasą.
Ścieżka zaczyna się przy czerwonym szlaku turystycznym od parkingu przy Terenowym Ośrodku Edukacyjnym „Grzędy”. Prowadzi kładkami i pomostami przez silnie podmokłe tereny. Umieszczono przy niej opracowane przez Biebrzański Park Narodowy tablice informacyjne. Ze ścieżki można obserwować rośliny torfowiska wysokiego (bagno zwyczajne, żurawina błotna, borówka bagienna i modrzewnica zwyczajna), bór bagienny z 200-letnimi sosnami, torfowisko niskie. Na końcu kładki jest platforma widokowa, z której widoczny jest Orli Grąd. Dawniej otoczony był koszonymi łąkami, obecnie zarasta trzciną i brzozami.

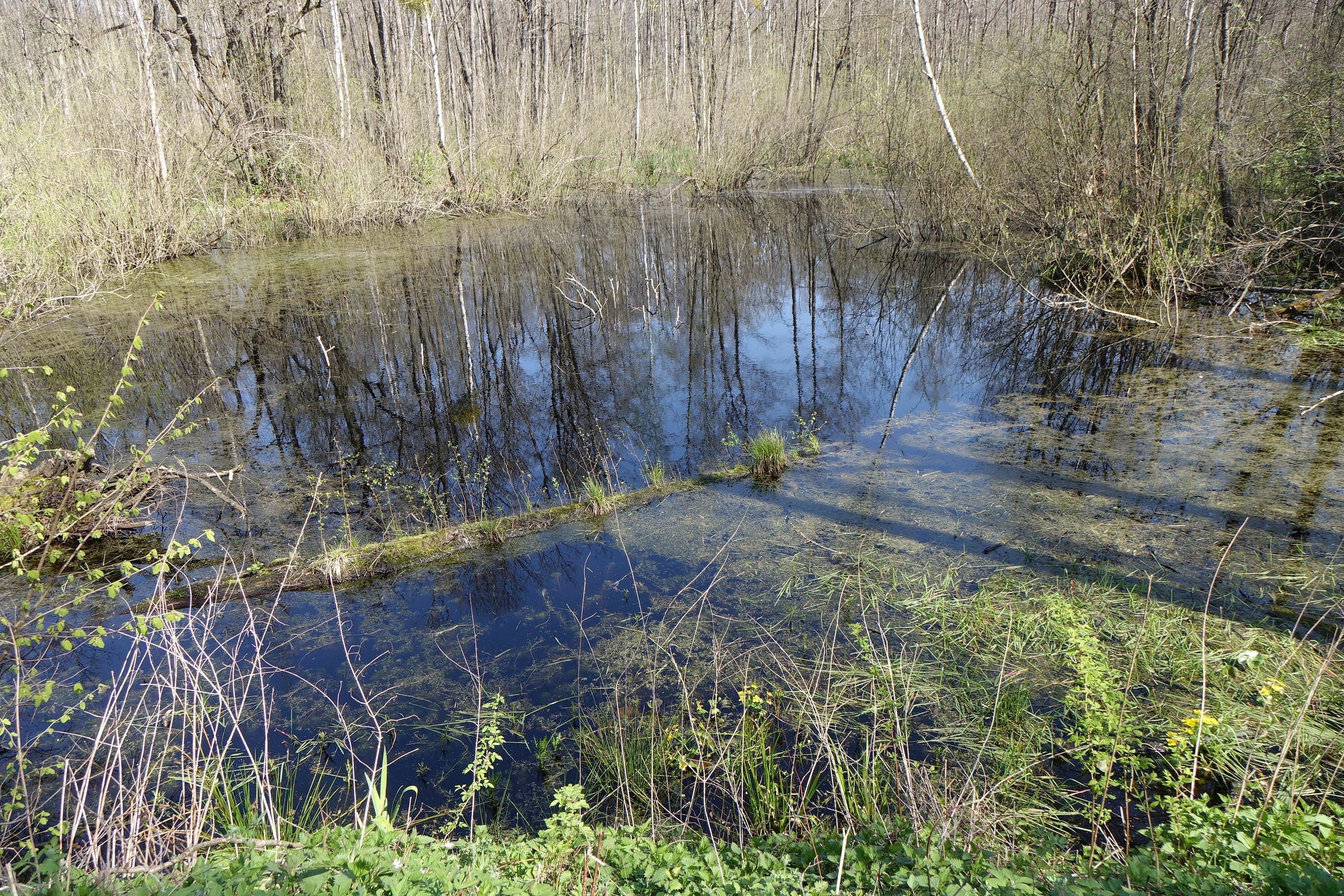
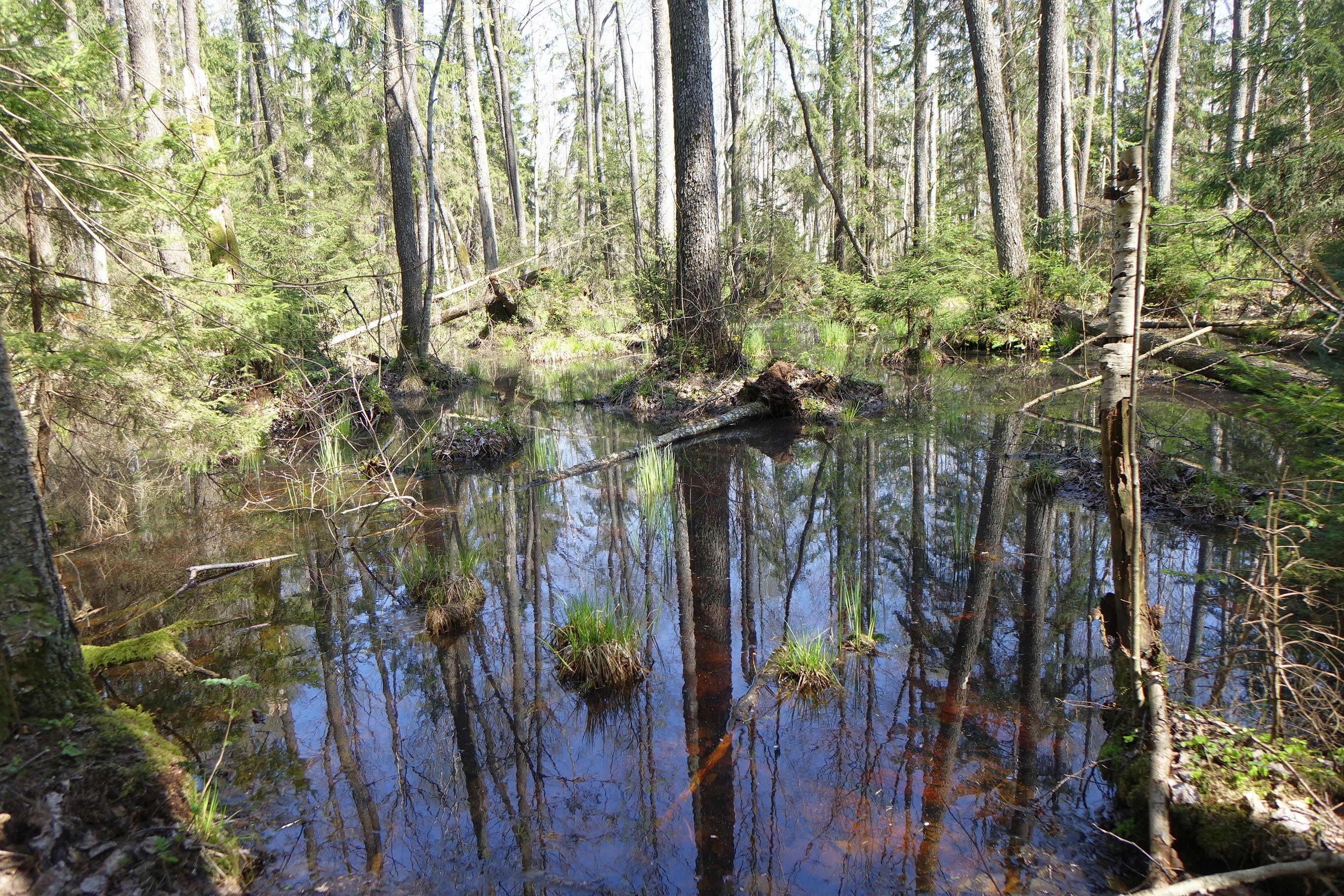
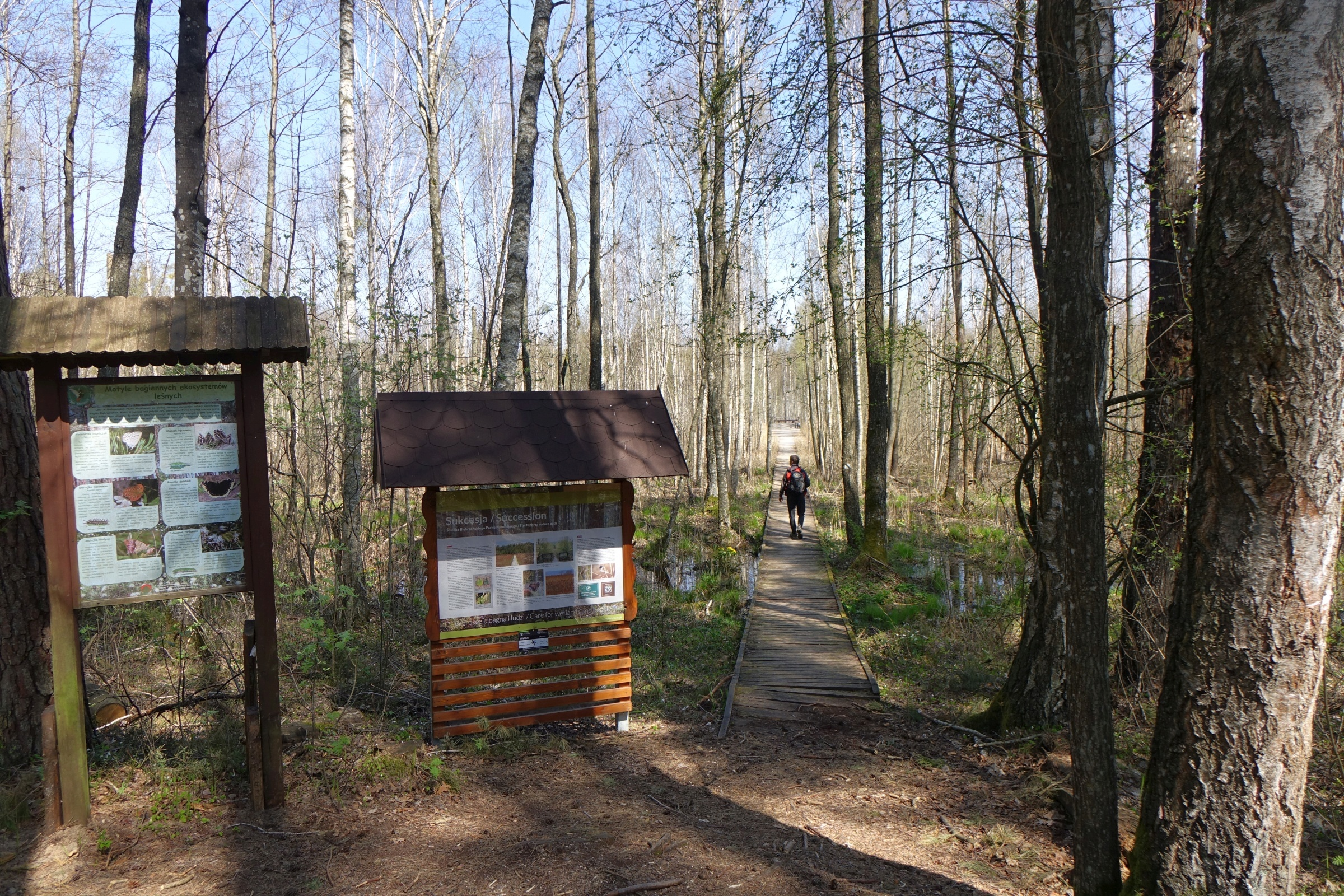
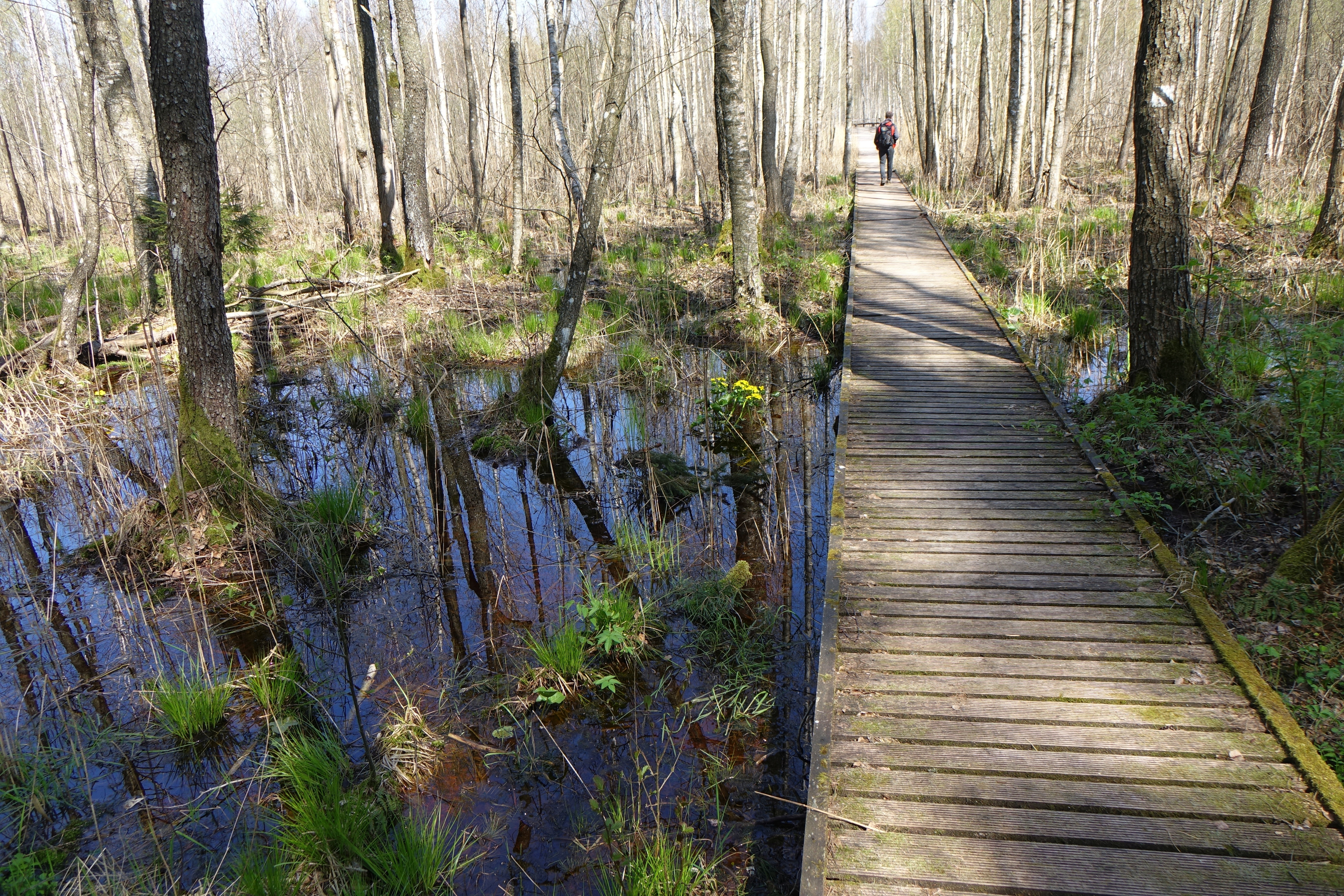
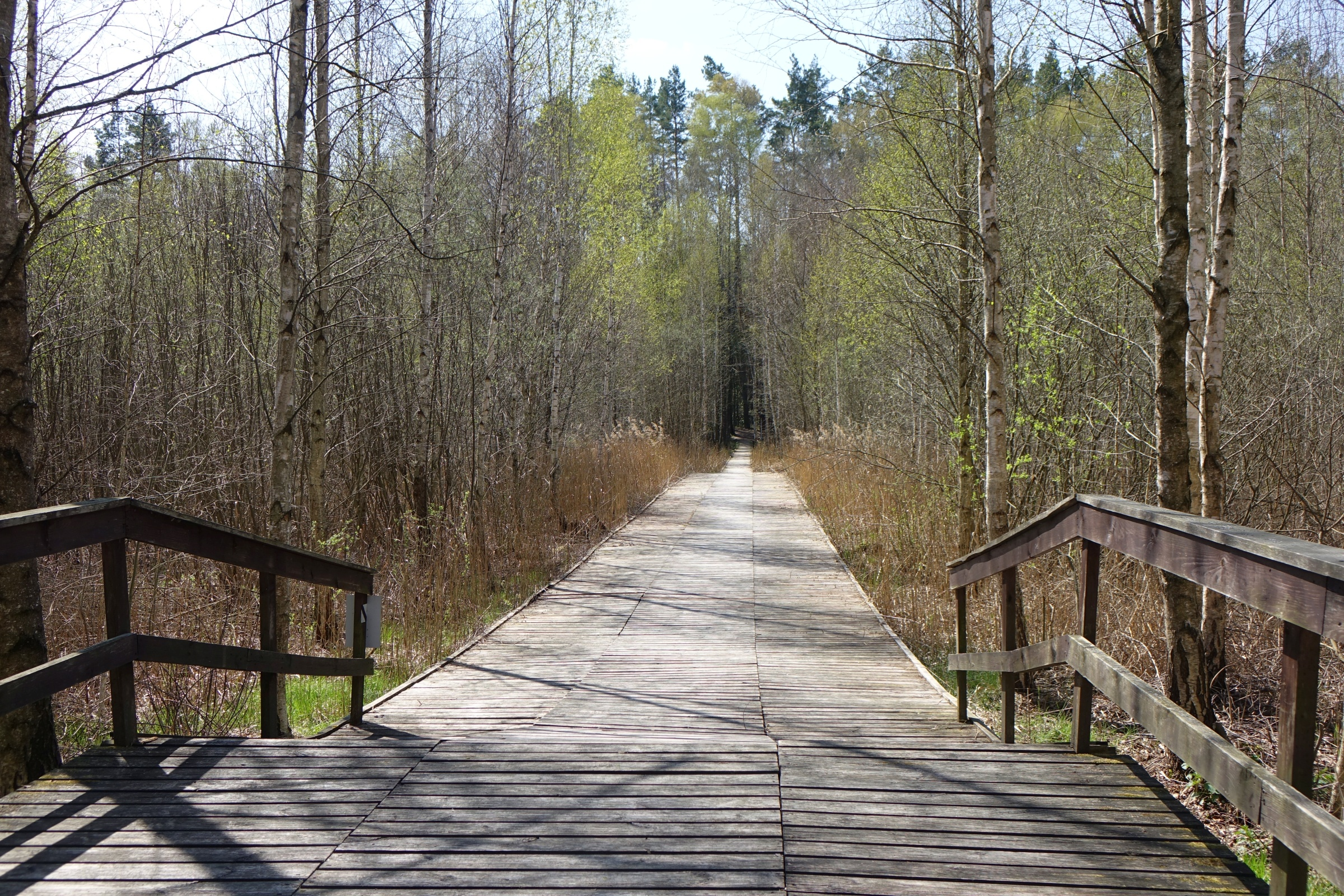
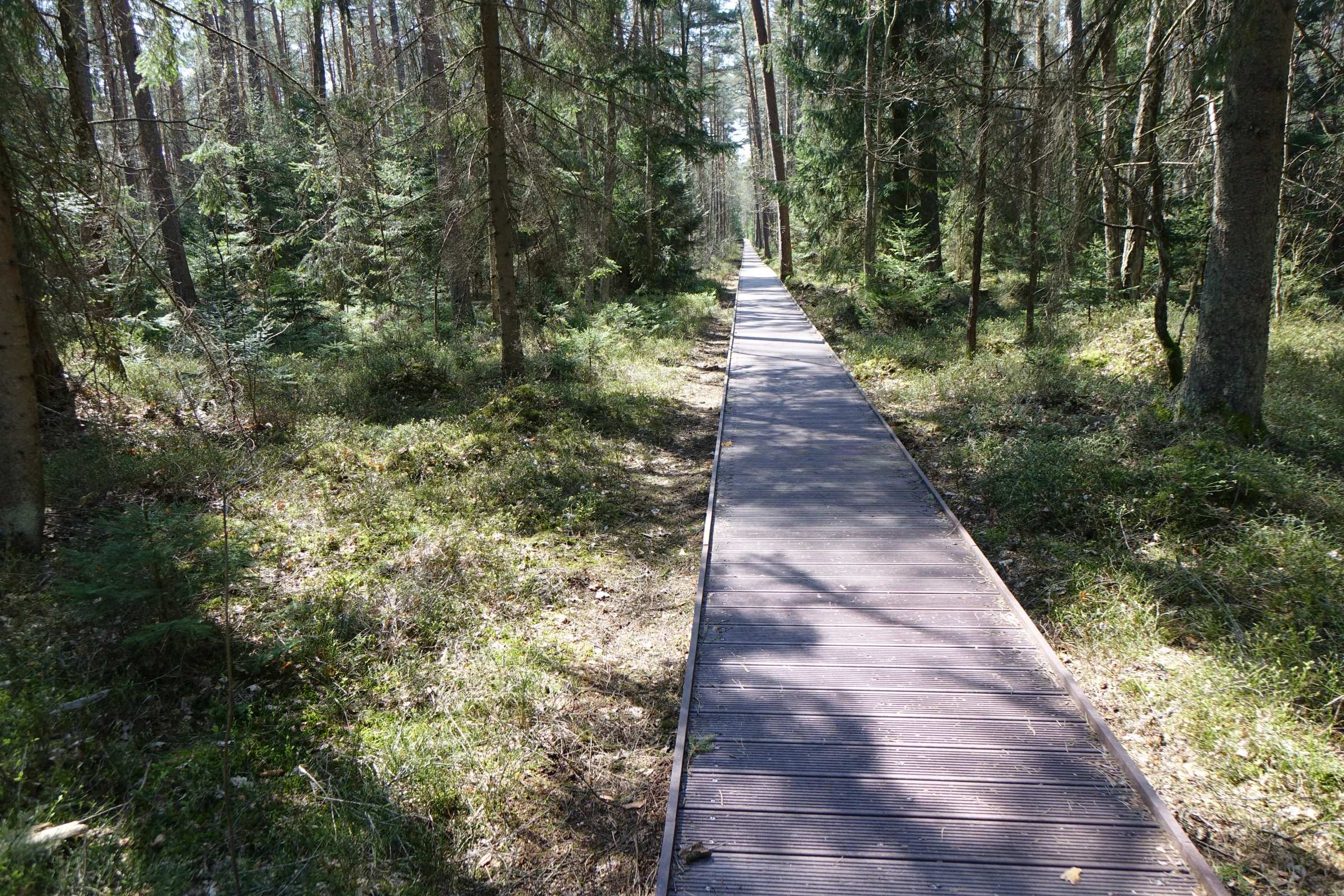
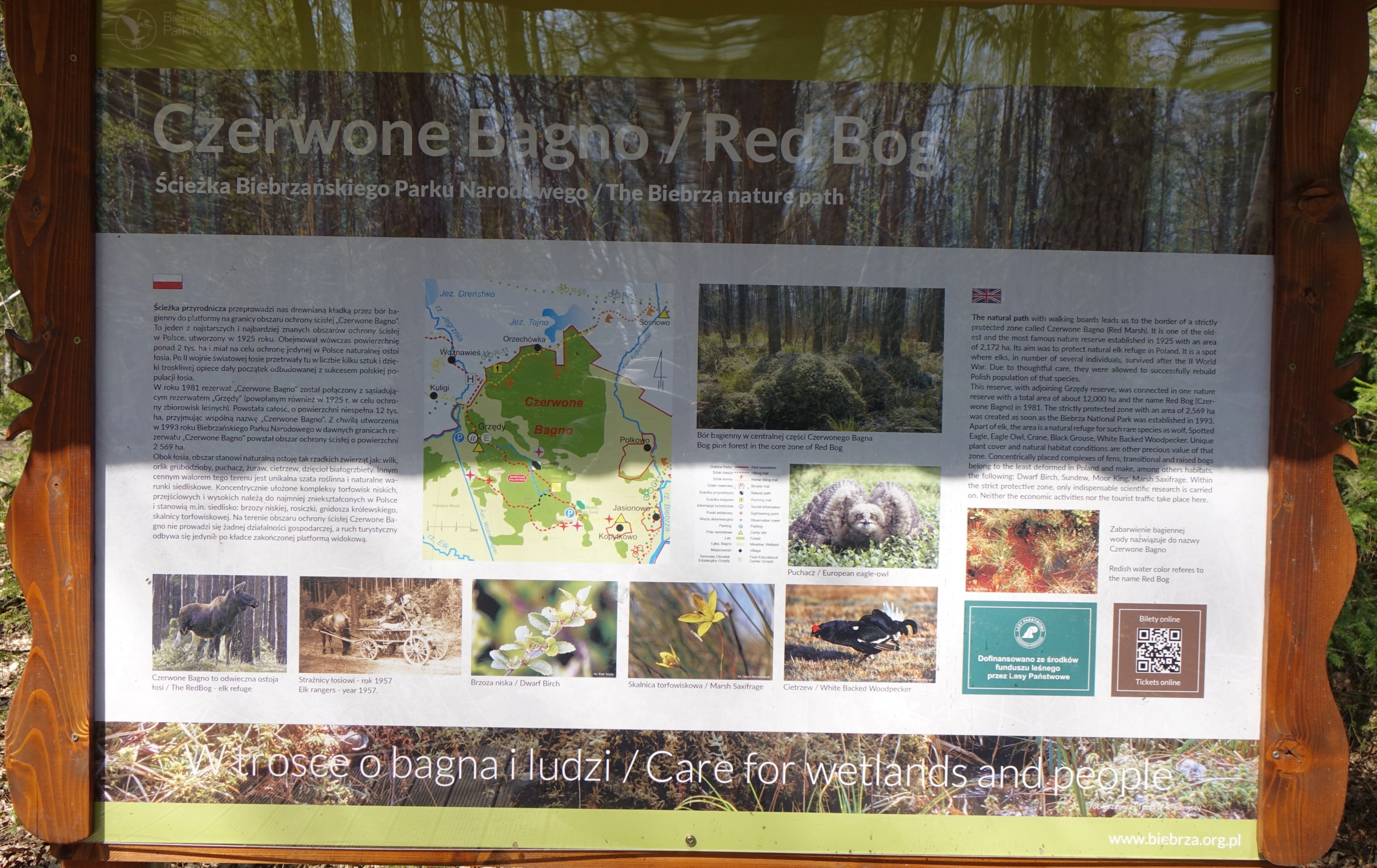
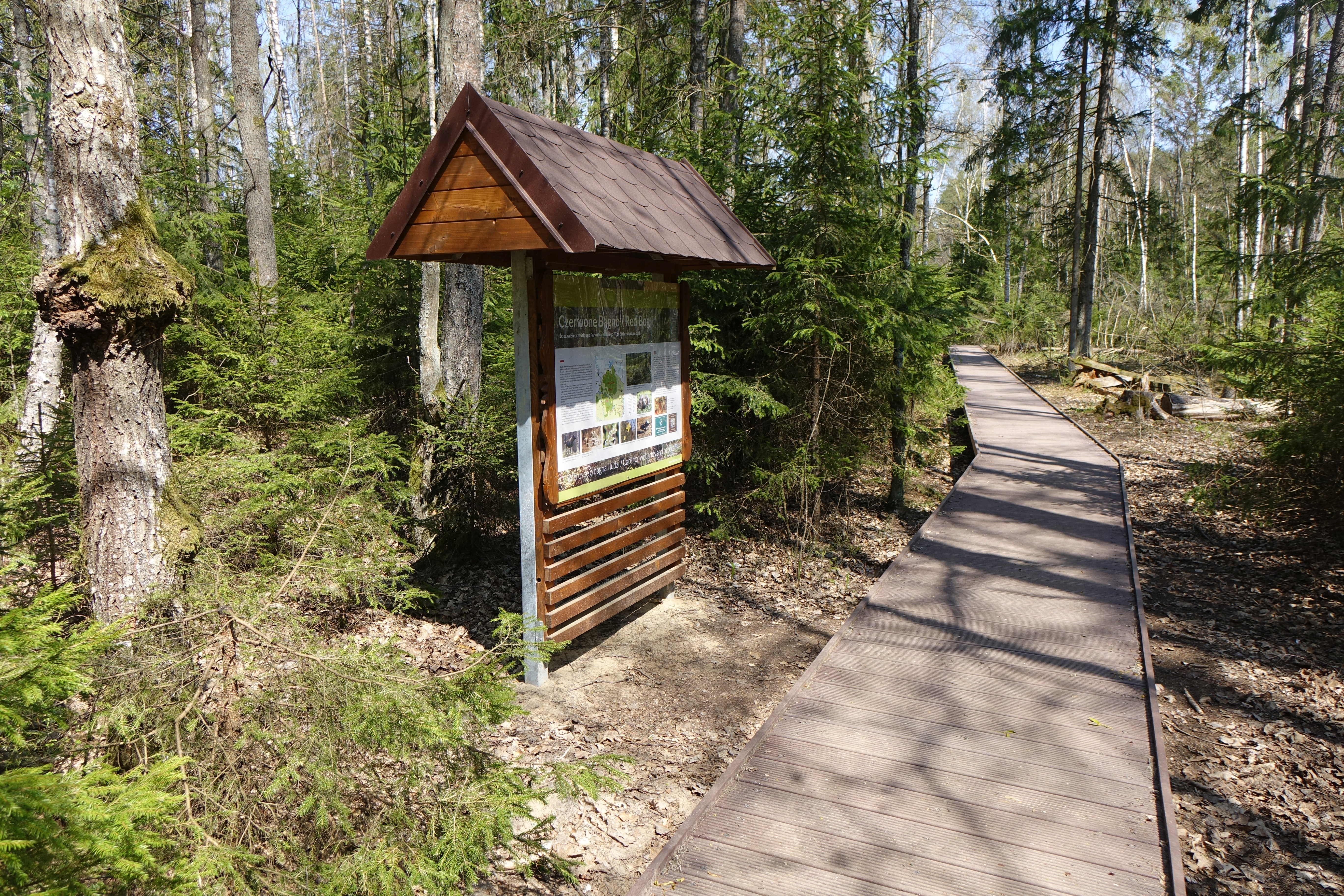